# Papagaios
Papagaios là một đô thị thuộc bang Minas Gerais, Brasil. Đô thị này có diện tích 552,776 km², dân số năm 2007 là 14410 người, mật độ 25,7 người/km².